# Louis-Florentin Calmeil

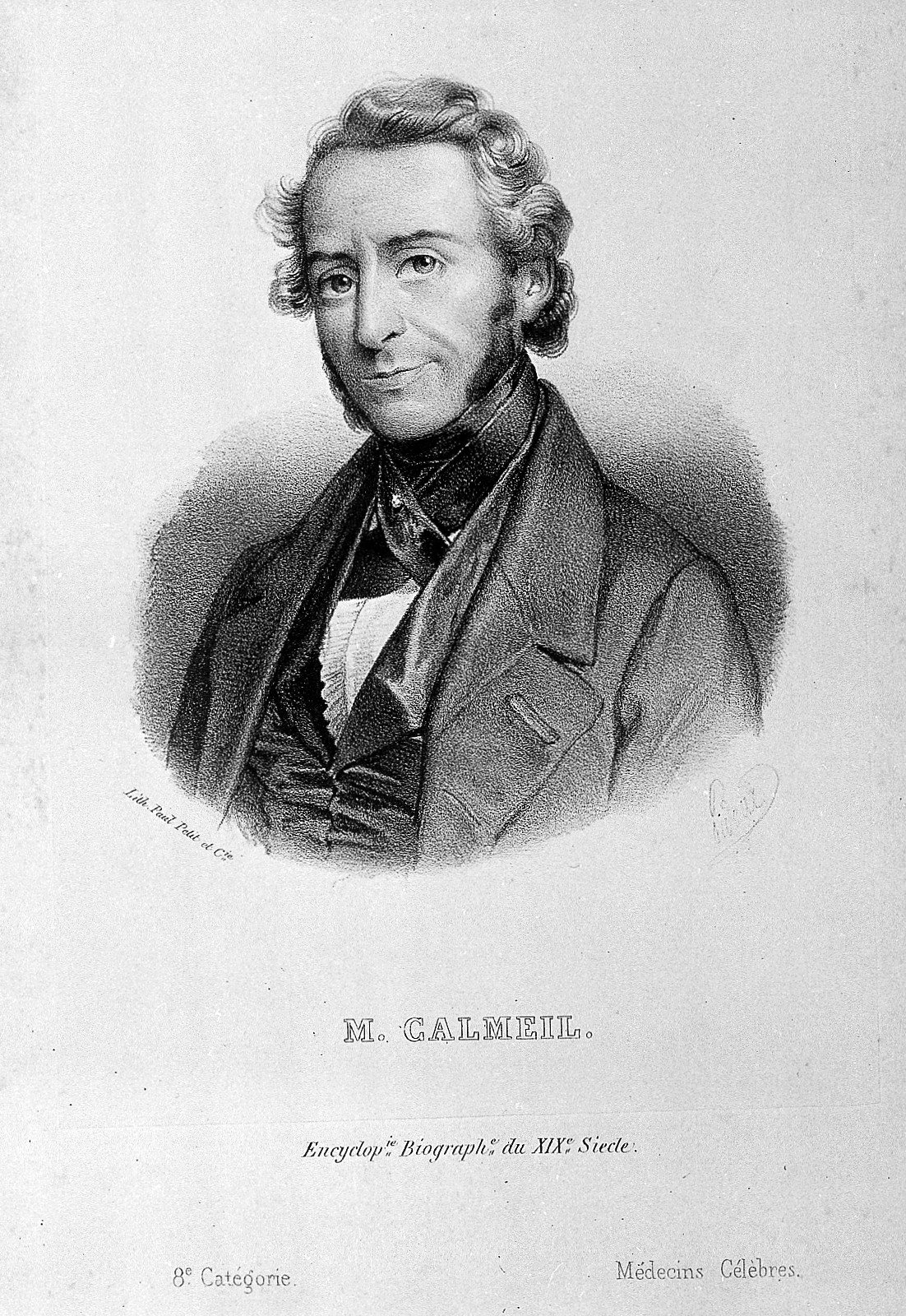
Louis Florentin Calmeil

Louis-Florentin Calmeil (* 9. August 1798 in Yversay; † 11. März 1895) war ein französischer Mediziner, Psychiater und Medizinhistoriker. Er wirkte in Charenton, wo er Schüler und Nachfolger Esquirols als Chefarzt war. 

## De la Folie
Sein Werk De la Folie (Über den Wahn), das sich explizit der Geschichte der Psychiatrie widmet, übersetzte und bearbeitete Rudolf Leubuscher in einer stark gekürzten Ausgabe, die unter dem Titel Der Wahnsinn in den vier letzten Jahrhunderten (Halle: Schwetschke, 1848) erschien.
Es wurde in einer Zeit verfasst, als in Frankreich den Halluzinationen und Illusionen große Aufmerksamkeit geschenkt wurde. Calmeils Buch erzählt die Geschichte vom 15. bis 19. Jahrhundert und versucht die Phänomene rational zu begründen, wobei er hunderte Seiten der Diskussion von Dämonologie, Lykanthropie, religiöser Besessenheit und ähnlichen abnormalen Zuständen widmet.
Calmeil trug gemeinsam mit dem französischen Gehirnpathologen Antoine Bayle (1799–1858) zur nosologischen Differenzierung der progressiven Paralyse bei. Dies geschah aufgrund des anatomischen Befunds. Hypothetisch sah man das Irresein als Ausdruck eines Hirnprozesses an. Durch die körperlichen Symptome der Lähmung bei psychisch Kranken wurde man konkret auf solche Hirnprozesse aufmerksam. Irresein und Lähmung bei der Paralyse wurden durch den empirisch bestätigten anatomischen Befund als nosologisch begründete Krankheitseinheit angesehen.

## Werke
- De la folie considérée sous le point de vue pathologique, philosophique, historique et judiciare, depuis la renaissance des sciences en Europe jusqu'au dix-neuvième siècle; description des grandes épidémies de delire simple ou compliqué, qui ont atteint les populations d'autrefois et régné dans les monastères. Exposé des condamnations auxquelles la folie méconnue a souvent donné lieu. Paris: J.-B. Baillière 1845 (2 Bände). Digitalisat I, II

Deutsch stark verkürzt unter dem Titel: Der Wahnsinn in den vier letzten Jahrhunderten, übersetzt und bearbeitet von Rudolf Leubuscher. Halle : Schwetschke, 1848
- Traité des maladies inflammatoires du Cerveau etc.; T. 1.2 (1859) Digitalisat (der Fs.)
- Traité d'anatomie et de physiologie du système nerveux, Par ... Calmeil; suivi de considerations générales sur les maladies des nerfs par ...Ollivier. Bruxelles : Soc. belge de librairie, 1840
- De la paralysie considérée chez les aliénés : Recherches faites dans le service de feu M. Royer-Collard et de M. Esquirol. Paris, 1826 Digitalisat